# Banca del Fucino
La Banca del Fucino è una storica banca privata romana fondata nel 1923. Opera nella Città metropolitana di Roma Capitale e nel resto del Lazio, in Abruzzo, nelle Marche, in Sicilia, in Lombardia e nel Veneto. Dal 2019 fa parte del gruppo bancario Igea Banca.

## Storia

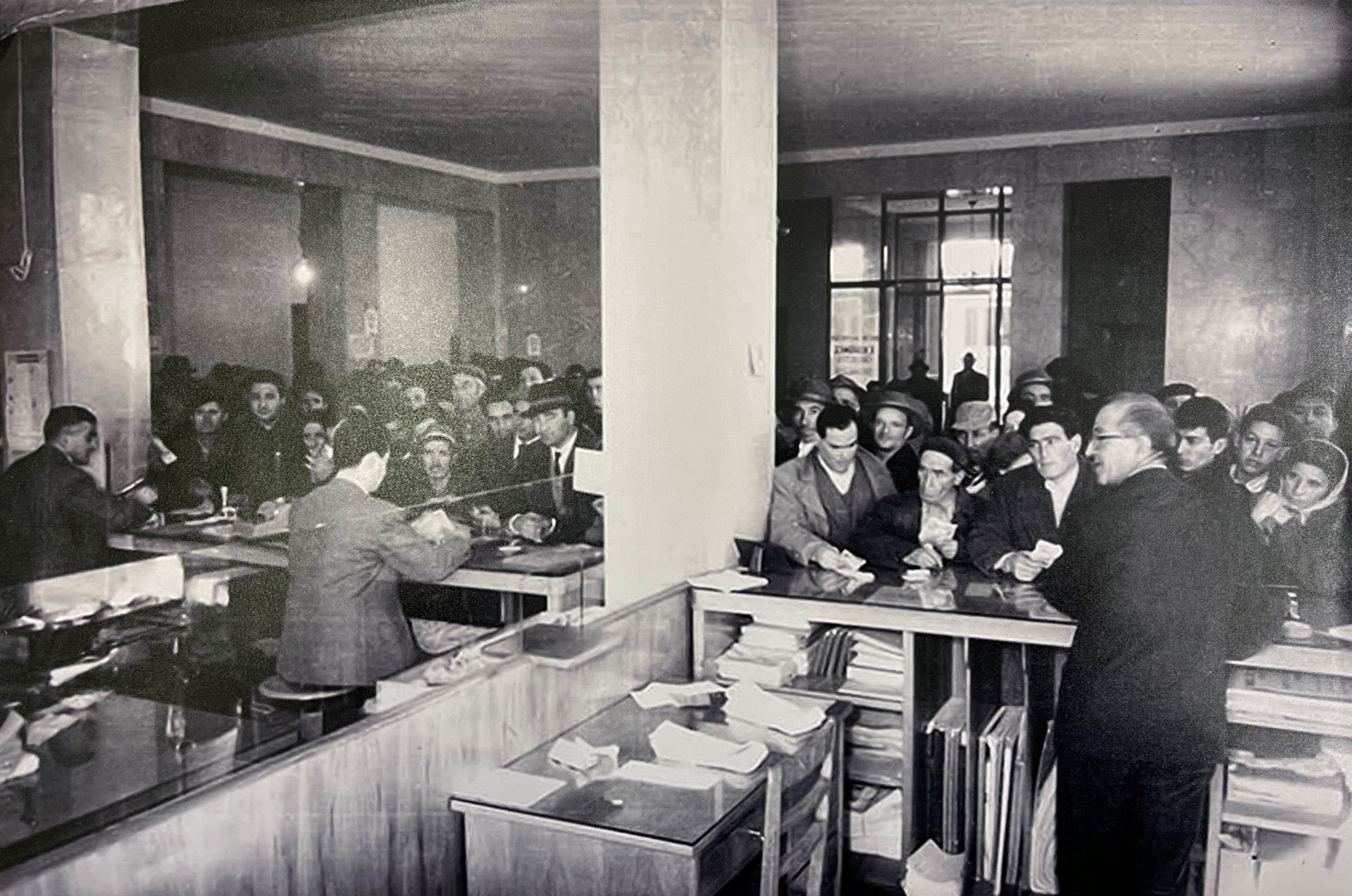
Fotografia storica della filiale di Avezzano

### La fondazione
La Banca del Fucino viene fondata il 4 luglio 1923 da Giovanni e Carlo Torlonia, membri dell’importante famiglia nobiliare di Roma. 
Al momento della sua fondazione il capitale sociale della Banca ammonta a 5.000.000 di lire, una somma fornita per più di quattro quinti (4.600.000 lire) dalla famiglia Torlonia. La sede legale viene stabilita a Roma in via Tomacelli 139; il relativo edificio è tutt’oggi sede di diversi uffici della banca.
Tra le finalità originarie della Banca vi era quella di finanziare lo sviluppo agricolo della piana del Fucino, alla quale si richiama lo stesso nome del nuovo istituto creditizio. Tra le operazioni che la Banca, da statuto, è autorizzata a svolgere, figura infatti al primo posto l’“esercizio, in conformità delle leggi, del credito agrario”.  Nei decenni precedenti, la famiglia Torlonia aveva dedicato ingenti risorse finanziarie al prosciugamento del lago Fucino, un’operazione complessa e onerosa conclusasi nel 1876, dopo più di vent’anni di lavori. A seguito di tale operazione era iniziato lo sviluppo agrario dell’area marsicana: la fondazione della Banca del Fucino aveva quindi tra i suoi obiettivi principali quello di mettere a frutto al meglio gli investimenti dei Torlonia nella piana abruzzese.

### Periodo fascista e seconda guerra mondiale
Durante i primi venti anni di vita della Banca del Fucino in Italia vige il regime fascista, con il quale la famiglia Torlonia ebbe buoni rapporti, come dimostrato dalla concessione, nel 1925, di Villa Torlonia a Benito Mussolini per la cifra simbolica di una lira all’anno. Mussolini eleggerà la villa a sua residenza per diversi anni, fino al 1943. Nel 1926, inoltre, la Banca raccoglie sottoscrizioni al prestito del Littorio per un valore totale di 1.200.000 lire, di cui 150.000 sottoscritte in proprio. In più Giovanni Torlonia, presidente della Banca dalla fondazione fino alla sua morte (1938) e senatore del Regno d’Italia dal 1920, fu decorato dal regime con la Stella d’Oro al merito rurale nel 1935, e venne nominato Ministro di Stato nel 1937. 
I primi vent’anni della Banca del Fucino non furono privi di difficoltà, in particolare per gli effetti dell’inflazione del primo dopoguerra e più tardi della politica di rivalutazione della lira nota come Quota 90. La Banca riuscì nondimeno a mantenere in quasi costante crescita la componente dei depositi in conto corrente. 

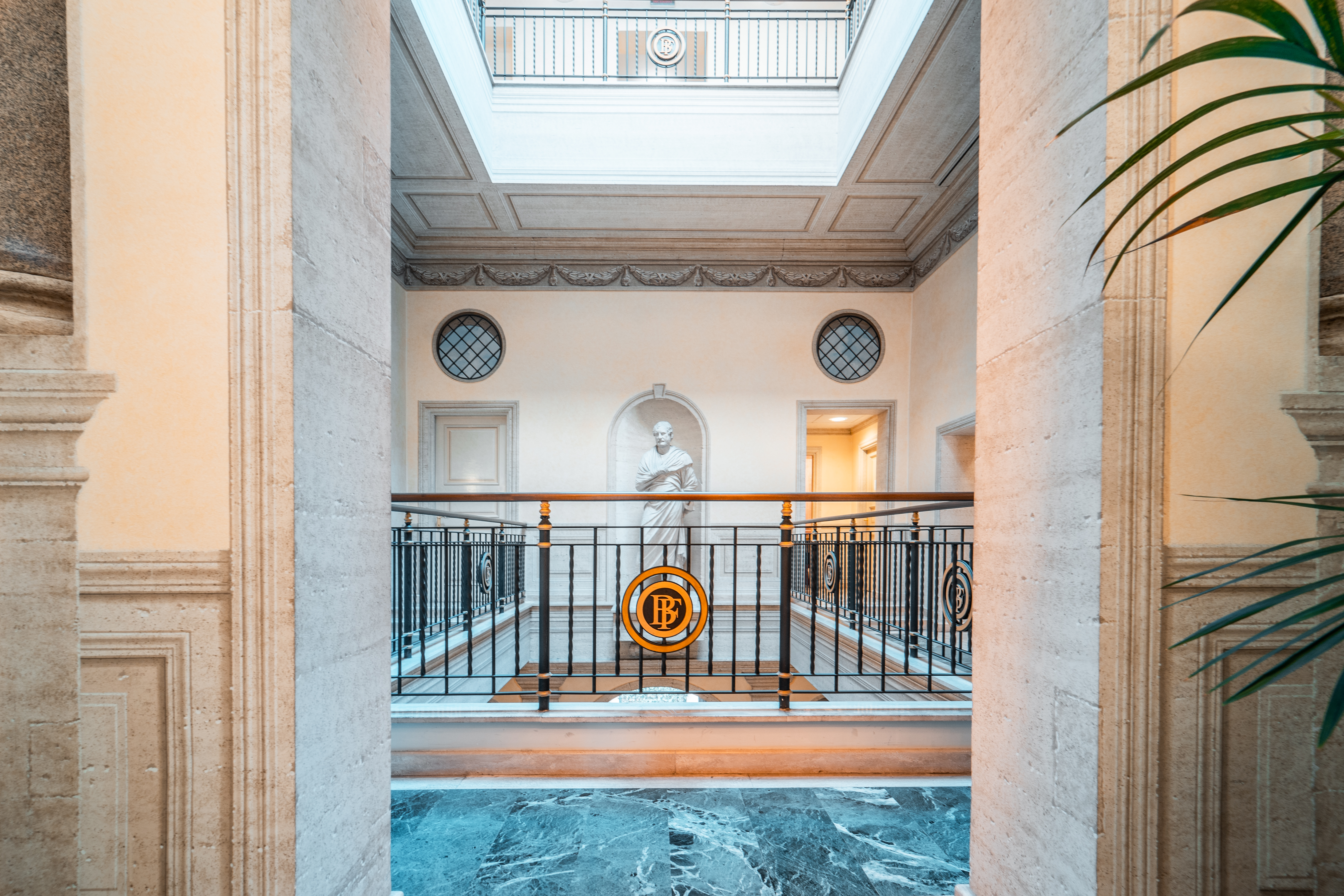
Direzione Generale della banca del Fucino

Gli utili, salvo rare eccezioni, si mantennero in crescita fino al 1931, quando anche l’Italia venne investita dagli effetti del crash di Wall Street del 1929. Diversi fatti testimoniano il buon andamento complessivo degli affari della Banca fino a quella data: in particolare, l’apertura di due nuove agenzie a Roma nel 1925,  l’aumento del capitale sociale a 10.000.000 di lire nel 1927,  nonché l’acquisto del palazzo di Via Tomacelli 106, a Roma, nel 1930, il quale diverrà la Sede Sociale della Banca l’anno successivo. 
Gli anni tra il 1931 e il 1939 vedono gli utili della Banca in sostanziale stagnazione o diminuzione, mentre i depositi in conto corrente, pur subendo a loro volta i colpi della Grande Depressione, dimostrano maggior capacità di resistenza. A peggiorare la situazione, nel 1938 muoiono il presidente Giovanni Torlonia e l’amministratore delegato Giorgio Forlì, entrambi in carica fin dalla nascita della Banca. A sostituirli vengono eletti Carlo Torlonia, nel ruolo di presidente, e Riccardo Pizzi, sul quale vengono cumulate le cariche di amministratore delegato e direttore.
Il biennio 1939-40 è sicuramente da annoverarsi tra i periodi più difficili nell’intera storia della Banca del Fucino. La società rischia allora lo scioglimento, dal momento che, come dichiara il verbale della seduta del consiglio di amministrazione del 29 gennaio 1940, “il capitale sociale si deve ritenere presso che completamente perduto”. Le motivazioni dietro a tale difficile situazione sono chiarite nei seguenti termini: “Tale risultato è dipeso da sopravvenienze, passive, derivate da operazioni effettuate negli esercizi precedenti, che si è ritenuto dover considerare maturate, liquide e definitive nell’esercizio 1939 e che hanno portato per conseguenza la svalutazione di impostazioni dell’attivo della Banca nelle voci Conti Correnti e Partite Varie per un importo corrispondente di lire 10.370.199,98 nonché dalla impostazione nell’attivo del “Fondo liquidazione del personale” in lire 400.000”.  La crisi viene risolta il 20 marzo 1940 con la convocazione di un’Assemblea Straordinaria, nella quale i Soci deliberano la ricapitalizzazione della Banca, riportando così il capitale sociale alla cifra di 10.000.000. L’operazione viene compiuta con successo: nei primi mesi del 1941 la Banca può così dichiarare che “tali provvedimenti si sono manifestati completamente esaurienti ed efficaci per la completa riorganizzazione dell’Istituto, la cui situazione è pienamente efficiente e normale”.  
Superato il pericolo di scioglimento, la Banca si trova comunque ad affrontare la difficile situazione macroeconomica dovuta allo scoppio, nel 1939, della Seconda guerra mondiale, nella quale l’Italia entra ufficialmente nel 1940. La guerra non impedisce ai depositi in conto corrente di continuare a crescere ed al saldo di rimanere in attivo. La Banca opta inoltre per un approccio prudente, incentrato su impieghi con alto grado di liquidità, in modo da evitare il ripetersi degli eventi del 1939. Pur non portando ad una nuova grave crisi dell’Istituto, la guerra fa sentire il suo peso sugli affari: molti lavoratori sono chiamati al fronte; diverse industrie vengono spostate nel Nord Italia, specie dopo lo sbarco degli Alleati in Sicilia (10 luglio 1943); i bombardamenti colpiscono le città di Roma e Avezzano, e in quest’ultima con il bombardamento del 22 maggio 1944, la succursale della Banca viene quasi interamente distrutta; verrà ricostruita tra il 1950 e il 1951.  
Il 4 giugno 1944 le truppe alleate entrano a Roma, segnando la fine della guerra per la città. Non è comunque un momento facile, non solo per via della grande devastazione ma anche per l’iperinflazione generata dalla circolazione delle Am-lire, la moneta stampata dagli Alleati nell’Italia appena liberata. La Banca riesce nondimeno a realizzare significativi traguardi, in termini di utili e di depositi; questi ultimi, infatti, raggiungono per la prima volta, nel 1945, l’ammontare di 300.000.000 di lire, il che conduce, all’inizio dell’anno successivo, alla decisione da parte del Consiglio di Amministrazione di aumentare il capitale sociale alla cifra di 30.000.000 di lire.

### Nascita della Repubblica e miracolo economico
Con la fine della Seconda guerra mondiale si apre per la Banca del Fucino un periodo di prosperità, con una crescita sostenuta di tutti i maggiori parametri dell’attività bancaria. Tale periodo felice si protrarrà all’incirca fino ai primi anni sessanta, cioè per tutta la durata del Miracolo Economico italiano.
Dal 1945 al 1962 si avvicendano diversi presidenti alla guida della Banca: Averardo Salviati (1945-1946), Fabio Friggeri (1947-1949), Costantino Benucci (1950), Giuseppe Pietro Veroi (1951-1961) e Alessandro Torlonia, che manterrà la carica dal 1962 fino al 2013. 
Nel Secondo Dopoguerra la Banca partecipa attivamente alla ricostruzione tramite la sottoscrizione dei titoli del Prestito della Ricostruzione, emessi dallo Stato italiano, così come attraverso investimenti in proprio. Già nel 1946 l’Istituto registra notevoli livelli di crescita, con i depositi che raggiungono la quota di 500 milioni e gli utili quella di 2.264.744. A partire dal 1947 la Banca assume una traiettoria di crescita sostenuta, testimoniata dalla decisione, nel 1948, di innalzare il capitale sociale alla cifra di 50 milioni di lire. Si tratta solamente del primo di una serie di aumenti di capitale che, tra 1948 e 1961, portano il capitale della Banca a quota 600 milioni.  Questi aumenti, cinque in tutto, hanno il fine di sostenere un giro di affari che, nel corso degli anni ’50, risulta essere in pressoché costante e robusta crescita. Nel 1952, per esempio, i depositi presso la Banca registrano una crescita del 100% su base annua, raggiungendo la quota di 2.175.768.218; nel medesimo anno, inoltre, anche gli utili netti raddoppiano, attestandosi a 11.812.736.  Nel 1955 i depositi fiduciari arrivano alla cifra di 5.224.728.065, con un aumento anno su anno del 48%, superiore alla già alta media di mercato.
Sul piano delle scelte di investimento la Banca da un lato conferma la sua scelta, presa in seguito alla crisi del 1939, di mantenere in portafoglio una massiccia quantità di asset con alto grado di liquidità (varie tipologie di Titoli di Stato, in primis), dall’altro apre a nuove partecipazioni in società come, per esempio, il Mediocredito del Lazio: la Banca contribuisce alla sua costituzione nel 1953 e, nel 1959, porta il proprio investimento nella società alla cifra di un miliardo di lire. Viene peraltro in questo modo confermata una caratteristica preminente dell’attività della Banca del Fucino, ossia il credito alle piccole e medie imprese dei propri territori di riferimento, una specificità che la banca ancora oggi rivendica come propria. 

### Anni sessanta
Il verbale del Consiglio di Amministrazione di chiusura del 1963 si apre sottolineando il rallentamento dell’economia del Paese, ai cui effetti anche la Banca non rimane estranea: i profitti sono ancora di gran lunga in territorio positivo, ma in diminuzione rispetto all’anno precedente, scendendo da quasi 62 milioni a poco più di 40,5 milioni di lire. Un’ulteriore discesa degli utili è registrata nell’anno successivo, che viene definito “il meno favorevole di questi ultimi venti anni”. Nel triennio successivo, fino al 1967, si segnala una ripresa, sebbene con risultati molto eterogenei tra i vari settori dell’economia. In particolare il settore dell’edilizia, di grande importanza per la Banca e in generale per l’andamento economico della Capitale, segna nel 1966 un calo del 32% rispetto al biennio 1963-64. 
Nel 1968 la Banca effettua un aumento di capitale, che porta il capitale sociale da 600 a 1500 milioni di lire. La nuova liquidità di cui l’Istituto ora dispone costituisce certamente nuova linfa vitale per i suoi affari, ma al contempo deve essere parzialmente impiegata per far fronte al rialzo dei salari a seguito delle trattative sindacali sui contratti collettivi per i lavoratori del settore bancario. Gli anni ’60, e specialmente la parte conclusiva, sono infatti anni di grande conflittualità sociale: per la Banca questo significa, oltre ad uno scenario macroeconomico più incerto e ricco di avversità, un crescente costo del personale, come più volte ricordato nelle relazioni di bilancio. 
Il 1970 si apre con l’economia italiana che registra una crescita del 5%, un risultato piuttosto positivo se si tengono a mente gli eventi dell’autunno del 1969. Non si tratta tuttavia dell’inizio di una nuova fase di espansione analoga a quella degli anni ’50. Al contrario, già nel verbale del bilancio dell’anno successivo si trova scritto che “la crisi che stiamo vivendo è senza dubbio la più grave attraversata dal Paese dal 1945”. Il 1971 è l’anno che segna la fine del sistema monetario internazionale di Bretton Woods, con l’abbandono del Gold Standard da parte degli Stati Uniti di Richard Nixon, una scelta che porta immediatamente grandi turbolenze sui mercati internazionali. Gli anni ’70, inoltre, ereditano la grande conflittualità del decennio precedente, la quale per molti versi andrà intensificandosi con l’inizio dei cosiddetti “anni di piombo”. Su un piano più strettamente legato agli impieghi della Banca, è da segnalarsi il perdurare delle difficoltà del settore immobiliare della Capitale. 

### Anni settanta e ottanta
Il 1973 vede lo scoppio della crisi petrolifera. Ne conseguono grandi difficoltà per l’economia italiana, che nel 1973 registra un disavanzo commerciale con l’estero di più di 3.000 miliardi di lire. In risposta a tali difficoltà, vengono varate diverse misure governative per sostenere l’attività economica; alcune tra queste investono direttamente il settore bancario, come l’obbligo di investire il 6% della massa fiduciaria al 31/12/1972 in titoli obbligazionari, al fine di sostenere l’attività delle imprese in un momento di grave insicurezza. Si tratta di misure che vanno ad interferire con il procedere degli affari della Banca, la quale nondimeno riesce a mantenersi in attivo tanto nel 1973 quanto nella recessione del 1974-75. Significativa, inoltre, la perdurante crescita dei depositi (oltre che degli utili) della Banca nel corso dell’intero decennio ’70, anche a fronte di un’inflazione che raggiunge prima il 12%, nel 1978, per poi salire fino al 20% nel 1979, con il secondo shock petrolifero. A testimonianza della capacità dell’Istituto di portare avanti i propri affari nel corso di questo difficile decennio vi è l’apertura di nuove filiali nei territori di tradizionale radicamento: per esempio, nel 1978 Banca d’Italia autorizza l’apertura di una nuova agenzia a Roma (Agenzia E, zona Tiburtino Sud).  Diverse sono inoltre le operazioni di razionalizzazione della rete di sportelli della Banca nel corso di questi anni. 
Come noto, nel 1979 il presidente della Fed, Paul Volcker, decide per il rialzo dei tassi di interesse, con lo scopo di porre fine all’inflazione generata dagli shock petroliferi, scopo che viene raggiunto al prezzo di una pesante recessione dell’economia americana. La scelta della Fed impone di fatto un rialzo generalizzato dei tassi di interesse a livello globale, con pesanti conseguenze per tutte le economie del mondo, Italia compresa. In Italia nel 1979 il tasso di inflazione è al 20% e negli anni successivi inizierà una lunga e tortuosa discesa; nello stesso anno la Banca d’Italia porta il tasso ufficiale dal 10,5 al 15%. L’inflazione si manterrà comunque su livelli elevati ancora per diversi anni, spingendo i risparmiatori ad optare per forme di gestione dei propri risparmi diverse dai depositi in conto corrente. Per la Banca del Fucino ciò si concretizza in un notevole aumento di Bot e CCT offerti alla clientela: i primi risultano nel 1979 in crescita del 76,43%, i secondi del 169,48%, pur a fronte di una raccolta a sua volta in crescita del 13,47%. In generale, seppur in una situazione macroeconomica molto difficile, impieghi e raccolta della Banca si mantengono in crescita per tutta la durata degli anni ’80. È sempre di questi anni, inoltre, l’inizio della modernizzazione dei servizi della Banca, tramite l’acquisto, nel 1986, di un nuovo Centro Elaborazione Dati e dei primi personal computer. 

### Anni novanta e duemila
Gli anni novanta possono dirsi una fase felice per la Banca del Fucino. Si tratta notoriamente di anni non semplici per l’economia italiana, che, oltre al permanere di un tasso di inflazione al di sopra del 4%, nel 1992 vede il crollo della lira, che subisce una svalutazione del 20% nel corso dell’anno. Negli stessi anni, inoltre, si assiste alla privatizzazione delle banche pubbliche italiane in conseguenza della legge Amato (1991), altro evento di grande impatto per l’economia intera e per il sistema bancario in particolare. Per la quasi totalità del decennio la Banca del Fucino riesce ad ottenere risultati superiori, in proporzione, rispetto a quelli medi del settore bancario italiano. Si considerino in merito, a titolo di esempio, i risultati del difficile anno 1992: raccolta globale +24,20%, raccolta diretta +18,33%, raccolta indiretta +40,37%, impieghi a clientela +18,34%, crediti di firma +48,45%, risultato operativo +42,56%, utile netto +5,71%, sofferenze al 3,30%. Prosegue, sempre in questi anni, l’espansione della rete delle filiali. 
L’attività della Banca prosegue senza particolari intoppi nei primi anni del nuovo millennio. Nel 2002 inizia l’effettiva circolazione dell’euro in Italia: il capitale sociale della Banca viene quindi convertito nella nuova moneta e adeguato, in aumento, a 60 milioni di euro. 
Tra il 2005 e il 2006 vengono recepite in Italia le nuove normative Basilea II per il settore bancario. Ciò conduce, nei Bilanci della Banca, a un momentaneo aumento dei crediti anomali, che nel 2005 salgono a 100,896 milioni (da 63,75) in conseguenza dell’inclusione nel conteggio dei crediti scaduti e sconfinati da oltre 180 giorni (inadempimenti persistenti). Ma già nell’anno successivo gli inadempimenti persistenti vengono dimezzati, a testimonianza della buona salute dell’Istituto. 
A gennaio del 2006 la Banca acquista tramite asta pubblica il palazzo Baschenis Borghese di Via Tomacelli 107 a Roma. L’immobile, costruito all’inizio del XVI secolo, diverrà a partire dal 2010 la nuova sede legale dell’Istituto. 

### La crisi e l'integrazione con Igea Banca
A seguito della grande recessione e soprattutto della crisi del debito sovrano inizia per la Banca una fase di gravi difficoltà. 
Nel 2015 e nel 2016 i crediti deteriorati lordi arrivano ad essere più di un quarto degli impieghi totali lordi (rispettivamente 26, 58% e 27,10%). 
Preso atto della difficile situazione aziendale, il 27 aprile 2017 viene convocata l’assemblea dei soci con la proposta di un aumento di capitale da un minimo di 30 ad un massimo di 60 milioni per attuare il rafforzamento patrimoniale della Banca e rispettare così i coefficienti patrimoniali prescritti dall’Organo di Vigilanza. In data 2 agosto 2017 viene quindi deliberato un aumento di capitale di euro 50 milioni, da attuare entro il 20 dicembre dello stesso anno. Il 28 dicembre 2017 muore Alessandro Torlonia, che dal 1962 era stato alla guida dell’Istituto, prima come presidente (1962-2013) e poi come, dal 2014, presidente onorario, essendo divenuto presidente Alexander Francis Poma Murialdo (2014-18 ottobre 2019). Si chiude così anche simbolicamente la prima fase della storia dell’Istituto.
Le difficoltà nel rispettare la scadenza prevista per l’aumento di capitale portano l’Assemblea dei Soci, il 15 gennaio 2018, a manifestare l’intenzione di ricapitalizzare la Banca condizionatamente alla realizzazione di una partnership. L’individuazione di un partner con cui attuare un percorso di rilancio dell’Istituto viene affidata ad un Advisor (Rothschild), il quale propone, il 28 marzo 2018, una partnership con la società Barents Reinsurance SA (Barents). Il 10 aprile 2018 viene sottoscritto con Barents un Memorandum of Understanding (MOU) che prevede un aumento di capitale di 55 milioni con un esborso paritetico tra la famiglia Torlonia e Barents. Tuttavia, l’emergere di importanti divergenze con il partner potenziale conduce all’interruzione definitiva delle trattative nell’ottobre 2018.  
Emerge per contro la possibilità di “positive sinergie industriali” con Igea Banca, con la quale viene quindi avviata una trattativa in esclusiva. Il 26 novembre 2018 il Consiglio di Amministrazione della Banca del Fucino delibera l’avvio del processo di integrazione con Igea Banca attraverso un aumento di capitale sociale riservato alla stessa Igea Banca e ai suoi soci, per un ammontare massimo di 200 milioni di euro. 
L’11 marzo 2019 Igea Banca presenta un’offerta vincolante per l’acquisto di Banca del Fucino, subordinata al rilascio delle autorizzazioni prescritte dalla normativa del settore. L’offerta viene formalmente accettata dall’Assemblea Straordinaria dei Soci della Banca del Fucino il 22 maggio 2019;  Torlonia Partecipazioni S.p.A. e Finvest S.p.A. cedono contestualmente a Igea Banca tutte le proprie quote di partecipazione al capitale sociale della Banca del Fucino. Tra luglio e agosto dello stesso anno la Banca d’Italia e la BCE autorizzano la costituzione di un nuovo gruppo bancario derivante dall’integrazione di Banca del Fucino e Igea Banca. Nell’operazione è inizialmente prevista la partecipazione del Fondo Interbancario di Tutela dei Depositi (FITD), con una garanzia del valore complessivo di 30 milioni di euro per il triennio 2020-2022; la Banca però in seguito rinuncerà all’attivazione di tale garanzia.  
Il 13 dicembre 2019 il “Gruppo Bancario Igea Banca” è iscritto nell’Albo dei Gruppi bancari da parte dell’Autorità di Vigilanza. 

### Il nuovo Gruppo bancario

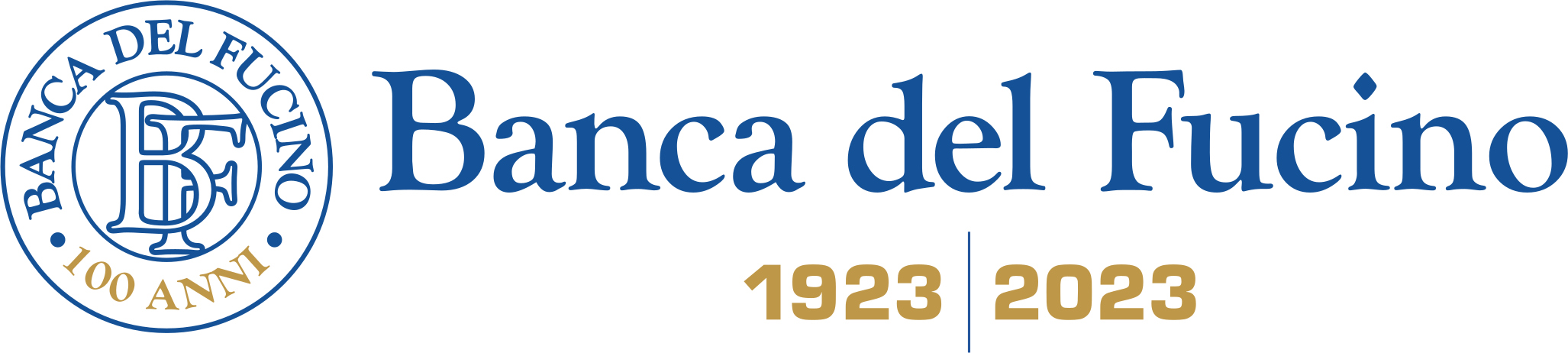
Il logo del centenario

Il 1º luglio 2020 acquisisce piena efficacia economica e giuridica l’integrazione societaria e organizzativa tra Igea Banca e Banca del Fucino. La Banca del Fucino, presieduta da Mauro Masi e diretta dall’Amministratore Delegato Francesco Maiolini, diventa Capogruppo del nuovo Gruppo bancario. 
I risultati ottenuti negli anni successivi evidenziano una significativa progressione di tutti i principali indicatori economici e patrimoniali. Al 31/12/2023, la raccolta diretta della Banca del Fucino ha superato i 3,6 miliardi di euro, gli impieghi con clientela si sono attestati su circa 2,1 miliardi, e l’utile lordo è stato di 20,27 milioni; per quanto riguarda gli indicatori patrimoniali a livello consolidato, il CET1 e il TCR si sono attestati rispettivamente sul 14,26% e sul 16,02%.  
Alla data del 31/12/2023 il capitale sociale della Banca ammonta a 217.522.506,90 euro, suddiviso in 126.842.892 azioni. L’azionariato della Banca è oggi composto da una pluralità di soci; tra essi figurano diversi investitori istituzionali, quali la Fondazione ENPAM e la Fondazione Banca del Monte di Lombardia.
Il gruppo comprende, oltre alla Banca del Fucino (Capogruppo), Fucino Finance, intermediario finanziario ex. 106 specializzato nei crediti al lavoro (cessioni del quinto dello stipendio, trattamento di fine servizio/rapporto), e Igea Digital Bank, specializzata nel credito alle piccole e medie imprese attraverso una piattaforma digitale e alla quale è stata assegnata la nuova missione di banca del gruppo focalizzata sulla sostenibilità e sulla transizione energetica. Inoltre, la Banca del Fucino controlla, con il 51% del capitale sociale, Fucino Green, società non finanziaria specializzata in investimenti nel settore delle energie rinnovabili. 
Il giorno 6 maggio 2024 l’Assemblea dei Soci della Banca ha nominato il nuovo Consiglio di amministrazione per il triennio 2024-2026, confermando Mauro Masi nel ruolo di presidente e Francesco Maiolini in quello di amministratore delegato.

## La rete di filiali
La Banca del Fucino è presente sul territorio con 39 sportelli e centri private, in particolare nel Lazio, in Abruzzo, nelle Marche, in Sicilia, in Lombardia e nel Veneto.